# Rally Trophy
Rally Trophy – gra komputerowa, będąca symulatorem jazdy samochodem rajdowym po odcinkach specjalnych. Gracz ma do dyspozycji samochody z lat 60. i 70. XX wieku. Premiera gry odbyła się 9 listopada 2001, a w Polsce 5 grudnia 2001. Producentem jest Bugbear Entertainment, wydawcą JoWooD, a dystrybutorem w Polsce CD Projekt.

## Rozgrywka
Do dyspozycji gracza oddano dwa tryby – zręcznościowy i rajd. W każdym z nich do wyboru jest kilka poziomów trudności.

### Rajd
Zawiera cztery opcje związane z wyścigami:
- pojedynczy rajd (ang. single rally) – gracz wybiera w jakim państwie ma odbywać się rajd, a następnie liczbę odcinków specjalnych;
- pojedynczy odcinek (ang. single stage) – gracz wybiera jeden odcinek specjalny w dowolnym państwie (jeśli było odblokowane);
- jazda na czas (ang. time trial) – niepunktowany tryb, w którym gracz mógł poprawiać swoje rekordy ustanowione w innych trybach;
- mistrzostwa (ang. championship) – użytkownik może brać udział w kolejnych mistrzostwach odbywających się w różnych państwach, jeżeli zajmie co najmniej 6. miejsce w klasyfikacji ogólnej danego wyścigu[3].

### Tryb zręcznościowy
W trybie zręcznościowym występują zamknięte tory, po których użytkownik rywalizuje z pięcioma przeciwnikami.

### Trasy
Gra zawiera 42 trasy. Każda z nich posiada inne cechy charakterystyczne dla regionu w którym się rozgrywa. Podczas ich tworzenia autorzy zapoznali się ze zdjęciami i filmami, aby jak najbardziej przypominały oryginał z lat 60. i 70. XX wieku.

## Odbiór
Redaktor strony internetowej Gry-Online, Janusz Burda, pozytywnie ocenił grę przyznając jej w recenzji 8 na 10 punktów. Dodatkowo gra otrzymała rekomendację serwisu.